# Righeira
Righeira is een Italiaans muziekduo opgericht in 1981 door Stefano Righi en Stefano Rota. De naam Righeira is ontstaan door een brazilianisering van de achternaam Righi en werd vervolgens als fictieve achternaam voor het duo gekozen. 
Het duo werd vooral bekend in 1983 met de Spaanstalige discoliedjes Vamos a la playa ("Laten we naar het strand gaan") (Alarmschijf) en No tengo dinero ("Ik heb geen geld"). Een ander nummer (deze keer met een Italiaanse tekst) was L'estate sta finendo ("de zomer is op zijn eind"). 
Vamos a la playa is een bewerking van een lied van de Mexicaanse groep Los João en werd geproduceerd door de broers La Bionda. Van dat nummer bestond ook een Spaanstalige versie. Ook het nummer No tengo dinero werd door La Bionda geproduceerd. De videoclip van dit nummer is een tekenfilmpje is waarin beide Stefano's getekend het nummer ten gehore brengen. 
De plaat was in Nederland op donderdag 2 februari 1984 TROS Paradeplaat op Hilversum 3 en werd een grote hit in de destijds drie hitlijsten op de nationale publieke popzender. De plaat bereikte de 10e positie in zowel de Nederlandse Top 40 als de Nationale Hitparade. In de TROS Top 50 werd de 8e positie bereikt. In de Europese hitlijst op Hilversum 3, de TROS Europarade, werd geen notering behaald.
In België bereikte de plaat de 21e positie in de Vlaamse Ultratop 50 en de 27e positie in de Vlaamse Radio 2 Top 30.
In 1986 nam de band deel aan het festival van San Remo met het nummer Innamoratissimo ("Most In Love") en behaalde hiermee de vijftiende plaats.